# Lafayette B. Mendel
Lafayette Benedict Mendel (Delhi, New York, 12 de febrero de 1872 – New Haven, Connecticut, 9 de diciembre de 1935) fue un bioquímico y profesor estadounidense.
Nacido en una familia de origen alemán, tras doctorarse en 1893 en Yale, pasaría un tiempo en Breslavia y Friburgo, en la primera ciudad trabajaría con Rudolf Heidenhain y en la segunda con Eugen Baumann, para volver en 1896 a los Estados Unidos. Trabajó con Thomas B. Osborne y realizó investigaciones en la fisiología del aparato digestivo y en nutrición; experimentos llevados a cabo en ratas le condujeron a la identificación de la vitamina A. En 1917 se casó con Alice R. Friend, graduada en la Universidad de Wisconsin. Fue autor de numerosos artículos científicos, además de publicar tres libros, entre ellos Changes in the food supply and their relations to nutrition (1916) y Nutrition, the Chemistry of Life (1923).